# Stade Lavallois
Câu lạc bộ bóng đá Stade Lavallois Mayenne ( phát âm tiếng Pháp: [stɑd lavalwa majɛn]  ), cũng được gọi là Stade Laval hoặc đơn giản là Laval, là một câu lạc bộ bóng đá Pháp có trụ sở tại Laval ở miền tây nước Pháp. Câu lạc bộ được thành lập vào ngày 17 tháng 7 năm 1902. Laval chơi các trận đấu trên sân nhà của mình tại Sân vận động Francis Le Basser nằm trong thành phố.

## Lịch sử
Câu lạc bộ được thành lập vào năm 1902 bởi Joseph Germain, một người ủng hộ nhiệt tình cho môn thể thao bóng đá. Émile Sinoir đã làm chủ tịch đầu tiên của câu lạc bộ. Vào thời điểm đó, cầu thủ được cung cấp áo đỏ và quần soóc đen và các trận đấu được chơi tại Senelle, một quận của Laval. Trận đấu chính thức đầu tiên của Laval là trận đấu với Rennes gần đó. Năm 1903, lần đầu tiên câu lạc bộ đã tham gia giải vô địch Breton và dải màu đỏ và đen được thay đổi cho sự kết hợp màu xanh lá cây và màu trắng. Năm 1918, màu sắc của trang phục đã được thay đổi một lần nữa, thành một dải màu cam sáng. Năm 1930, câu lạc bộ bắt đầu chơi ở Stade Jean Yvinec, được đặt tên để vinh danh một cựu cầu thủ đã chết ở tuổi 26. Đến năm 1931, Laval đã vươn lên Division d'Honneur, cấp độ thứ sáu của bóng đá Pháp . Câu lạc bộ tiếp tục xoay vòng giữa các giải đấu nghiệp dư trước khi cuối cùng giành giải Division d'Honneur vào năm 1964, đẩy câu lạc bộ đến giải vô địch nghiệp dư Championnat de France, giải bóng đá nghiệp dư cao nhất của Pháp.
Mùa giải tiếp theo, Laval bất ngờ giành chức vô địch trong mùa giải đầu tiên. Với câu lạc bộ nâng cao tham vọng của mình, những khát vọng mới đã xuất hiện và Laval đặt tên cho cựu cầu thủ của câu lạc bộ và người quản lý Breton Michel Le Milinaire . Ông được hỗ trợ bởi Henri Bisson. Cùng nhau, cả hai đã biến Laval trở thành một trong những câu lạc bộ tốt nhất ở Pháp. Năm 1976, Laval lọt vào giải đấu hàng đầu của bóng đá Pháp, do đó lần đầu tiên trở thành một đội bóng chuyên nghiệp trong lịch sử câu lạc bộ. Mặc dù được phân loại là người ngoài, câu lạc bộ đã cố gắng trụ hạng, thậm chí đủ điều kiện cho UEFA Cup vào năm 1983 sau khi hoàn thành ở vị trí thứ năm đáng khen ngợi trong giải đấu. Trong mùa giải đầu tiên của Laval ở châu Âu, nó đã loại bỏ Dynamo Kyiv khỏi cuộc thi, trước khi bị Austria Vienna đánh bại. Điều này là kinh nghiệm châu Âu duy nhất của câu lạc bộ. Năm 1989, câu lạc bộ đã xuống hạng thứ hai, sau 13 năm ở Ligue 1. Năm 2005, Laval trở thành một SASP (Société Anonymouse Sportive Professionnelle), gần tương đương với việc đi lên sàn giao dịch chứng khoán . Trong mùa giải 2005-06, câu lạc bộ đã xuống hạng Championnat National . Laval vẫn ở giải hạng ba trong hai mùa trước khi quản lý thăng hạng trở lại Ligue 2 sau mùa giải 2008-09.

## Danh dự
- Championnat de France Amateurs :

- Á quân (1): 1965

- Division d'Honneur (Tây):

- Vô địch (1): 1964

- Coupe Gambardella :

- Vô địch (1): 1984

## Đội hình hiện tại
Tính đến 29 tháng 7 năm 2022.
Ghi chú: Quốc kỳ chỉ đội tuyển quốc gia được xác định rõ trong điều lệ tư cách FIFA. Các cầu thủ có thể giữ hơn một quốc tịch ngoài FIFA.
| Số | VT | Quốc gia       | Cầu thủ                              |
| -- | -- | -------------- | ------------------------------------ |
| 1  | TM | Pháp           | Maxime Hautbois                      |
| 2  | HV | Pháp           | Kévin Perrot                         |
| 3  | HV | Cộng hòa Congo | Marvin Baudry                        |
| 4  | TV | Pháp           | Jimmy Roye                           |
| 5  | TV | Pháp           | Julien Maggiotti (mượn từ Charleroi) |
| 6  | TV | Pháp           | Sam Sanna (mượn từ Toulouse)         |
| 7  | HV | Pháp           | Bryan Gonçalves                      |
| 8  | TV | Pháp           | Kevin Tapoko                         |
| 9  | TĐ | Guadeloupe     | Geoffray Durbant                     |
| 10 | TV | Pháp           | Ryan Ferhaoui                        |
| 11 | TĐ | Bờ Biển Ngà    | Kader N'Chobi                        |
| 12 | HV | Pháp           | Yasser Baldé                         |
| 14 | TĐ | Pháp           | François-Xavier Fumu Tamuzo          |

| Số | VT | Quốc gia   | Cầu thủ                               |
| -- | -- | ---------- | ------------------------------------- |
| 15 | HV | Sénégal    | Elhadji Pape Diaw (mượn từ Rukh Lviv) |
| 16 | TM | Pháp       | Alexis Sauvage                        |
| 18 | HV | Pháp       | Rémy Duterte                          |
| 20 | TĐ | Pháp       | Sébastien Da Silva                    |
| 21 | TĐ | Pháp       | Steven Nsimba                         |
| 22 | HV | Pháp       | Pierrick Cros                         |
| 23 | HV | Bồ Đào Nha | Yohan Tavares                         |
| 24 | TĐ | Algérie    | Zakaria Naidji (mượn từ Paradou AC)   |
| 25 | HV | Pháp       | Edson Seidou                          |
| 27 | TV | Bénin      | Jordan Adéoti                         |
| 39 | HV | Pháp       | Anthony Gonçalves                     |
| 40 | TM | Pháp       | Théo Chatelain                        |
| -  | HV | Algérie    | Hamza Mouali (mượn từ Paradou AC)     |

### Cầu thủ đáng chú ý
Dưới đây là những cựu cầu thủ đáng chú ý đã từng thi đấu cho Laval trong giải vô địch và thi đấu quốc tế kể từ khi câu lạc bộ thành lập năm 1902. Để xuất hiện trong phần dưới đây, một cầu thủ phải chơi trong ít nhất 80 trận đấu chính thức cho câu lạc bộ. .
Về danh sách đầy đủ cầu thủ Stade Laval, xem Thể loại:Cầu thủ bóng đá Stade Lavallois.
- Patrick Delamontagne
- Jean-Luc Dogon
- Raymond Keruzoré
- Frank Leboeuf
- Jean-Pierre Tempet
- Malek Aït-Alia
- Abdelmajid Bourebbou
- Adnan Čustović
- François Omam-Biyik
- Oscar Ewolo